# 山本さち子
山本 さち子（やまもと さちこ）は、日本のアルペンスキー選手である。

## 概要
長野県下高井郡山ノ内町出身。長野中央高等学校卒。ロシニョールジャパンスキークラブに所属していた。
1988年の冬季オリンピックと1992年の冬季オリンピックに出場した。
腰痛のため引退後は、コーチ学を学びにカナダに留学。帰国後はスキースクールを14年間主催した後、再びカナダに渡って、ウィスラーに定住。夫は日本人で国籍はカナダ。 